# Paul Neal Adair

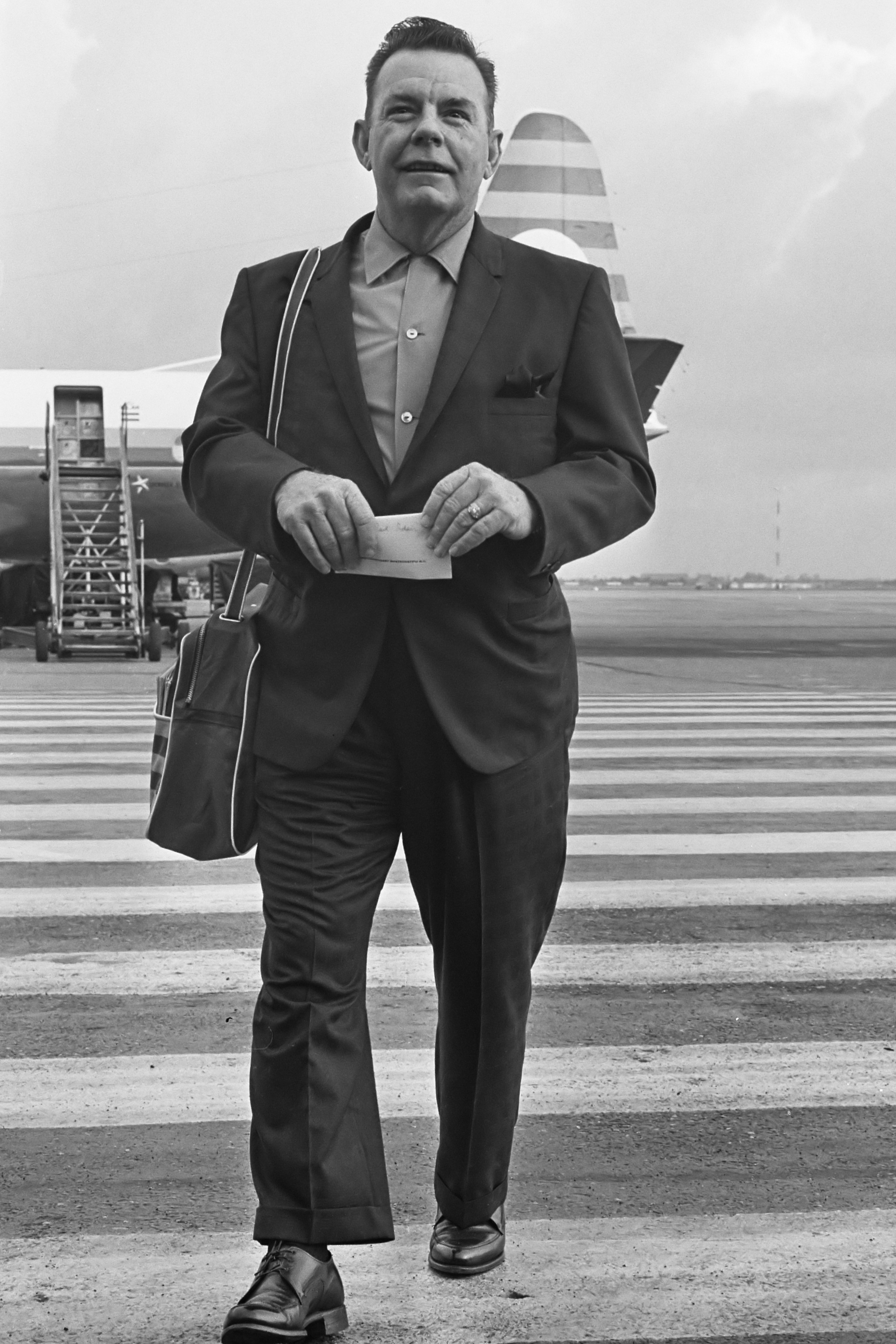
Red Adair (1964)

Paul Neal Adair, bekannt als Red Adair (* 18. Juni 1915 in Houston, Texas; † 7. August 2004 ebenda), war ein US-amerikanischer Feuerwehrmann und Gründer der Firma Red Adair zur Bekämpfung von Großbränden.

## Leben
Paul Neal Adair kam als eines von acht Kindern in bescheidenen Verhältnissen zur Welt, sein Vater war Schmied. Er musste im Alter von 14 Jahren die Schule verlassen, um während der Weltwirtschaftskrise ab 1929 mit Gelegenheitsjobs zum Lebensunterhalt seiner Familie beizutragen. Im Jahr 1936 erhielt er eine Anstellung bei der Eisenbahngesellschaft Southern Pacific Transportation. Zum ersten Mal mit der Ölindustrie kam er in Kontakt im Jahr 1938, als er für die Otis Pressure Control Company auf den Feldern in der Umgebung von Houston arbeitete. Seinen späteren Beruf erlernte er nach Beendigung des Zweiten Weltkriegs in Houston bei dem ebenfalls weit über die Stadtgrenzen hinaus bekannten Feuerwehrmann Myron Kinley.
Erste Bekanntheit erlangte er 1962 durch die Löschung einer seit mehr als sechs Monaten brennenden Gasquelle des Gassi Touil-Gasfelds in der algerischen Sahara. Im deutschsprachigen Raum bekannt wurde Adair durch seinen Einsatz bei der Bekämpfung eines Gasbrandes durch missglückte Wartungsarbeiten am 19. September 1970 bei Eschenfelden (Oberpfalz / Bayern). Hier trat Koksgas in großen Mengen aus dem Untergrundspeicher aus, welches sich entzündete und als meterhohe Flammensäule brannte. Internationale Berühmtheit erlangte er durch die Löschung von 117 der brennenden Ölquellen in Kuwait nach dem Ende des Zweiten Golfkriegs 1991. Zu den mehr als 2000 Bränden, die er während seiner Karriere löschte, zählt auch der auf der Ölplattform Piper Alpha in der Nordsee, 120 Meilen nordöstlich von Aberdeen. Die Plattform fing in der Nacht vom 6. Juli 1988 Feuer, wobei 167 Mitglieder der 229-köpfigen Besatzung getötet wurden.
Adair entwickelte spezielle Brandbekämpfungsmethoden, die mit gewöhnlichen Löscheinsätzen nichts mehr zu tun haben. So bekämpfte er Feuer an leckgeschlagenen Gasleitungen durch gezielte Sprengstoffexplosionen, die den gleichen Effekt erzeugen wie das Ausblasen einer Kerze.
Im Jahr 1939 heiratete er seine Frau Kemmie. Die beiden hatten einen Sohn und eine Tochter.
1968 wurde sein Abenteurerleben mit John Wayne in der Hauptrolle als Hellfighters (deutscher Titel: Die Unerschrockenen) verfilmt. Der Spitzname „Red“ leitete sich von seiner roten Haarfarbe ab, die Farbe wurde bald als sein Markenzeichen angesehen. Bei Einsätzen trug er immer einen feuerroten Schutzanzug, bei Auftritten in der Öffentlichkeit meist eine rote Krawatte. 1993 verkaufte er seine 1959 gegründete Red Adair Co. Inc. und setzte sich 1994 zur Ruhe. Er starb 2004 im Alter von 89 Jahren.